# Аквапорин-3
AQP3 (англ. Aquaporin 3 (Gill blood group)) – білок, який кодується однойменним геном, розташованим у людей на короткому плечі 9-ї хромосоми. Довжина поліпептидного ланцюга білка становить 292 амінокислот, а молекулярна маса — 31 544.
| 10         |  | 20         |  | 30         |  | 40         |  | 50         |
| ---------- |  | ---------- |  | ---------- |  | ---------- |  | ---------- |
| MGRQKELVSR |  | CGEMLHIRYR |  | LLRQALAECL |  | GTLILVMFGC |  | GSVAQVVLSR |
| GTHGGFLTIN |  | LAFGFAVTLG |  | ILIAGQVSGA |  | HLNPAVTFAM |  | CFLAREPWIK |
| LPIYTLAQTL |  | GAFLGAGIVF |  | GLYYDAIWHF |  | ADNQLFVSGP |  | NGTAGIFATY |
| PSGHLDMING |  | FFDQFIGTAS |  | LIVCVLAIVD |  | PYNNPVPRGL |  | EAFTVGLVVL |
| VIGTSMGFNS |  | GYAVNPARDF |  | GPRLFTALAG |  | WGSAVFTTGQ |  | HWWWVPIVSP |
| LLGSIAGVFV |  | YQLMIGCHLE |  | QPPPSNEEEN |  | VKLAHVKHKE |  | QI         |

A: Аланін

C: Цистеїн

D: Аспарагінова кислота

E: Глутамінова кислота

F: Фенілаланін

G: Гліцин

H: Гістидин

I: Ізолейцин

K: Лізин

L: Лейцин

M: Метіонін

N: Аспарагін

P: Пролін

Q: Глутамін

R: Аргінін

S: Серин

T: Треонін

V: Валін

W: Триптофан

Задіяний у таких біологічних процесах, як транспорт, альтернативний сплайсинг. 
Локалізований у клітинній мембрані, мембрані.